# Smardy Górne
Smardy Górne (niem. Ober Schmardt)– wieś w Polsce, położona w województwie opolskim, w powiecie kluczborskim, w gminie Kluczbork. Administracyjne do wsi należą przysiółki Sułoszyn i Sułoszyn-Karolina.
W latach 1975–1998 miejscowość administracyjnie należała do ówczesnego województwa opolskiego.
W Smardach znajduje się LZS. Latem 2007 roku stadion LZS-u przeszedł gruntowną modernizację.
| SIMC    | Nazwa             | Rodzaj     |
| ------- | ----------------- | ---------- |
| 0496610 | Sułoszyn          | przysiółek |
| 0496627 | Sułoszyn-Karolina | przysiółek |

## Zabytki
Do wojewódzkiego rejestru zabytków wpisany jest dom nr 15, z XIX w.